# Énergie renouvelable en Nouvelle-Zélande

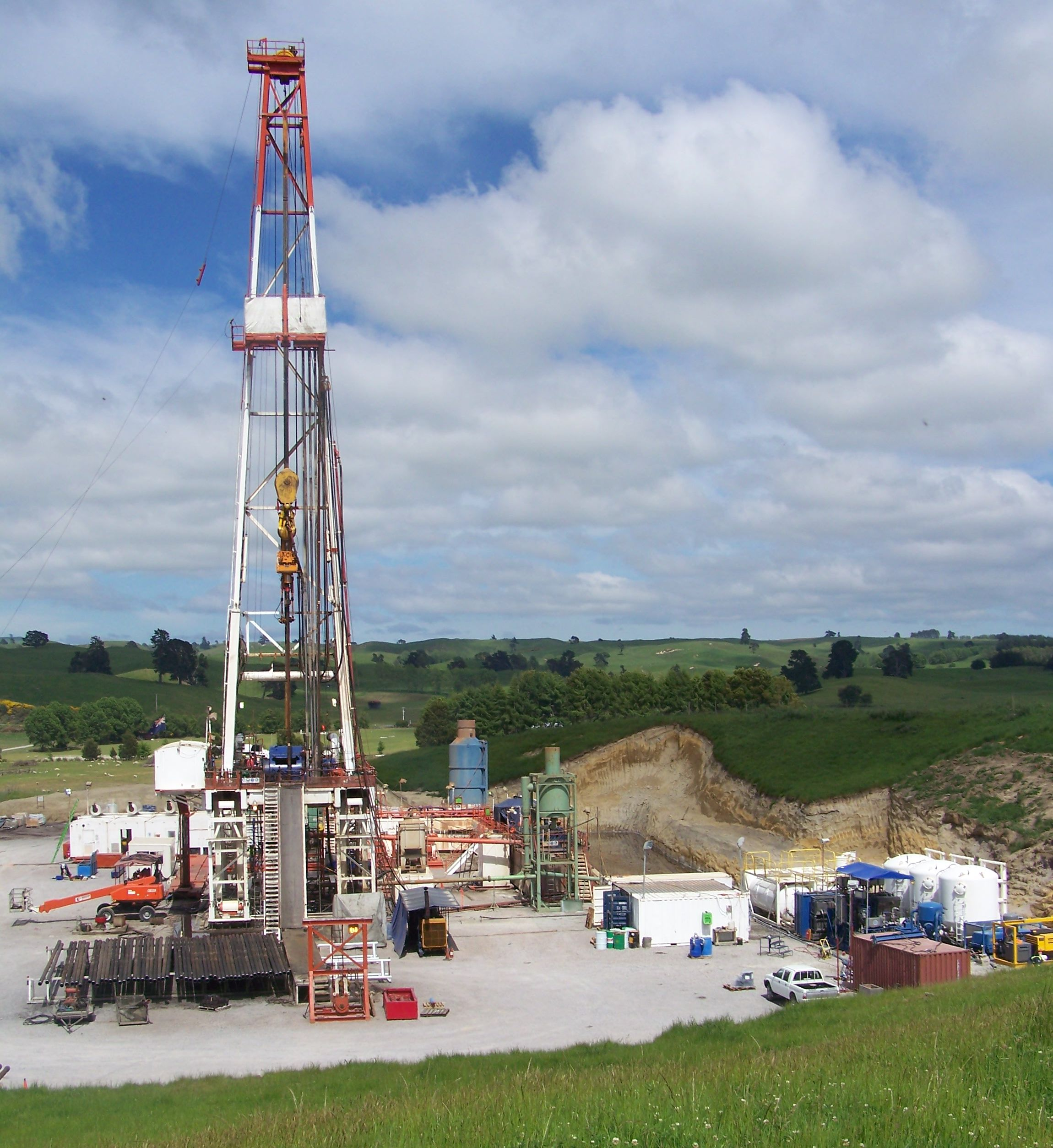
Forage géothermique à Te Mihi, Nouvelle-Zélande.

Environ 40 % de l'énergie primaire (chaleur et électricité) provient de sources d'énergies renouvelables en Nouvelle-Zélande. Environ 80 % de l'électricité provient d'énergies renouvelables, principalement de l'hydroélectricité et la géothermie.

## Énergie renouvelable par type

### Électricité renouvelable
En septembre 2007, l'ancienne première ministre Helen Clark annonce un objectif national de 90 % d'électricité renouvelable d'ici 2025, avec une volonté d'amplifier la part de l'énergie éolienne dans le mix énergétique.
L'électricité renouvelable en Nouvelle-Zélande provient principalement de l'hydroélectricité. En 2017, 82 % de l'électricité produite en Nouvelle-Zélande provient de sources renouvelables.

### Énergie solaire
Les technologies solaires en Nouvelle-Zélande ne sont devenues des alternatives économiquement intéressantes aux énergies fossiles qu'au milieu des années 2010. Leur adoption sur le marché résidentiel et commercial, bien que lente, a augmenté régulièrement.

### Eau chaude solaire
L'installation de systèmes de chauffe-eau solaires est en augmentation en Nouvelle-Zélande, en partie grâce aux programmes d'incitation du gouvernement,.

### Bioénergie
Selon la New Zealand Bioenergy Association, plus de 10 % de l'énergie de la Nouvelle-Zélande provient actuellement de la bioénergie. Le biogazole, le bioéthanol et la biomasse (généralement sous forme de bois) sont tous utilisés en Nouvelle-Zélande comme sources d'énergie renouvelable.

#### Biomasse
La Nouvelle-Zélande est riche en biomasse issue du bois et des déchets qui peuvent être utilisés comme combustibles. La biomasse provient principalement des résidus forestiers et de la transformation du bois et des déchets de bois municipaux. Ces éléments peuvent être transformés en granulés ou en copeaux pour en faire du combustible.
Les combustibles ligneux sont durables et neutres en carbone et peuvent fournir à la Nouvelle-Zélande une économie plus verte, moins dépendante des combustibles fossiles.
La Bioenergy Association of New Zealand a étudié le potentiel de réduction des gaz à effet de serre résultant du passage des combustibles fossiles à la biomasse ligneuse pour la chaleur industrielle. Elle estime que d'ici 2050, la Nouvelle-Zélande peut plus que doubler l'approvisionnement en énergie issue de la biomasse par rapport à 2017, fournissant jusqu'à 27 % des besoins énergétiques de la Nouvelle-Zélande et réalisant une réduction de 15 % des émissions de gaz à effet de serre.
La biomasse est également utilisée pour le chauffage dans les hôpitaux, les écoles et les universités.